# Penha de França (Lisboa)
Penha de França é uma freguesia portuguesa do município de Lisboa, pertencente à Zona do Centro Histórico da capital, com 2,71 km² de área e 28 475 habitantes (censo de 2021). A sua densidade populacional é 10 507,4 hab./km².
Foi criada por decreto de 13 de abril de 1918, com áreas cedidas pelas freguesias do Beato, Santa Engrácia e São Jorge de Arroios.
O nome da freguesia advém da sua padroeira, Nossa Senhora da Penha de França.
Com a reorganização administrativa da cidade de Lisboa de 7 de fevereiro de 1959, a sua área foi reduzida, o que contribuiu para a criação das freguesias de São João e Alto do Pina.
Na sequência da reorganização administrativa de 2012, que entrou em vigor após as eleições autárquicas de 2013, a freguesia quase quadruplicou a sua área e mais do que duplicou a sua população, reincorporando o território da antiga freguesia de São João e uma pequena faixa de território anteriormente pertencente à freguesia do Beato.

## Demografia
A população registada nos censos foi:
Criada pelo decreto n.º 4.112, de 13/04/1918. Os seus limites foram alterados pelo decreto-lei n.º 42.142, de 07/02/1959 e pela Lei n.º 56/2012, de 8 de novembro.
| Ano  | 0–14 Anos | 15–24 Anos | 25–64 Anos | > 65 Anos |
| 2001 | 1239      | 1526       | 6886       | 4071      |
| 2011 | 1392      | 1073       | 7001       | 3314      |
| 2021 | 3076      | 2593       | 16222      | 6584      |

À data da junção das freguesias (2013), a população registada no censo anterior (2011) foi:

Freguesias existentes antes do alargamento em 2012 da freguesia da Penha de França.

| Freguesia atual | Freguesia atual   | Freguesia atual | Freguesias antigas | Freguesias antigas | Freguesias antigas |
| Freguesia       | População em 2011 | Área (km²)      | Freguesia          | População (2011)   | Área (km²)         |
| --------------- | ----------------- | --------------- | ------------------ | ------------------ | ------------------ |
| Penha de França | 27 967            | 2,71            | Penha de França    | 12 780             | 0,68               |
| Penha de França | 27 967            | 2,71            | São João           | 15 187             | 1,51               |

## Sede e Delegações da Junta de Freguesia
- Sede (Penha de França) - Travessa do Calado, 2
- Polo Desenvolvimento Social e Saúde (São João) - Avenida Marechal Francisco da Costa Gomes, loja 13
- Espaço Multiusos - Av. Coronel Eduardo Galhardo (em frente à esquadra da PSP)

## Arruamentos

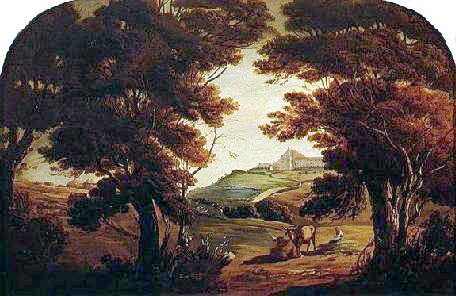
Vista da Penha de França em 1857, por Tomás José da Anunciação

A nova freguesia da Penha de França (depois de absorver a antiga freguesia de São João) contém 118 arruamentos. São eles:
- Alameda Dom Afonso Henriques[nota 5]
- Alto do Varejão
- Avenida Afonso III
- Avenida Coronel Eduardo Galhardo
- Avenida General Roçadas[nota 6]
- Avenida Infante Dom Henrique[nota 7]
- Avenida Marechal Francisco da Costa Gomes[nota 8]
- Avenida Mouzinho de Albuquerque[nota 6]
- Azinhaga da Fonte do Louro[nota 9]
- Azinhaga do Alto do Varejão
- Calçada da Cruz da Pedra[nota 6]
- Calçada da Ladeira
- Calçada das Lajes
- Calçada do Poço dos Mouros
- Caminho de Baixo da Penha
- Caminho do Alto do Varejão
- Estrada de Chelas[nota 10]
- Jardim Luís Ferreira
- Largo Alferes Francisco Duarte
- Largo da Penha de França
- Largo de Santos o Novo
- Largo do Marquês de Nisa[nota 11]
- Largo Mendonça e Costa
- Parada do Alto de São João
- Praça Aires de Ornelas
- Praça Aniceto do Rosário
- Praça António Sardinha
- Praça Dr. Ernesto Roma
- Praça João de Azevedo Coutinho
- Praça Paiva Couceiro
- Praceta do Alto do Varejão
- Rotunda das Olaias[nota 8]
- Rua Actor Joaquim de Almeida
- Rua Actor Vale
- Rua Adolfo Coelho
- Rua Álvaro de Santa Rita Vaz
- Rua Angelina Vidal[nota 12]
- Rua António Gonçalves
- Rua António Luís Inácio
- Rua António Maria Baptista
- Rua Artur de Paiva
- Rua Augusto José Vieira
- Rua Barão de Sabrosa[nota 13]
- Rua Bispo de Cochim
- Rua Borges Graínha
- Rua Braamcamp Freire
- Rua Carlos Ribeiro
- Rua Carrilho Videira
- Rua Carvalho Araújo[nota 12]
- Rua Castelo Branco Saraiva
- Rua Cesário Verde
- Rua Cidade de Cardiff[nota 12]
- Rua Cidade de Liverpool[nota 12]
- Rua Cidade de Manchester[nota 12]
- Rua Conde de Monsaraz
- Rua Coronel Ferreira do Amaral
- Rua Coronel Luna de Oliveira
- Rua Cristóvão Falcão[nota 13]
- Rua da Graça[nota 6]
- Rua da Madre de Deus
- Rua da Penha de França[nota 14]
- Rua das Enfermeiras da Grande Guerra
- Rua David Lopes
- Rua de Santa Apolónia[nota 6]
- Rua de Xabregas[nota 11]
- Rua do Barão de Monte Pedral[nota 6]
- Rua do Cruzado Osberno
- Rua do Forte de Santa Apolónia
- Rua do Padre Sena de Freias
- Rua do Sol a Chelas[nota 11]
- Rua Dom Domingos Jardo
- Rua Dom Fuas Roupinho
- Rua dos Baldaques
- Rua dos Heróis de Quionga[nota 12]
- Rua dos Sapadores[nota 6]
- Rua Dr. Lacerda e Almeida
- Rua Dr. Oliveira Ramos
- Rua Edith Cavell[nota 12]
- Rua Eduardo Costa
- Rua Emília Eduarda
- Rua Engenheiro Santos Simões
- Rua Estácio da Veiga
- Rua Feio Terenas
- Rua Francisco Pedro Curado
- Rua Frei Manuel do Cenáculo
- Rua General Themudo Barata
- Rua Gualdim Pais[nota 11]
- Rua Heliodoro Salgado[nota 12]
- Rua Henrique Barrilaro Ruas
- Rua Jacinto Nunes
- Rua José Inácio de Andrade
- Rua José Sobral Cid
- Rua Joseph Piel
- Rua Lopes
- Rua Luís Monteiro
- Rua Maria da Fonte[nota 12]
- Rua Marques da Silva[nota 12]
- Rua Martins Sarmento
- Rua Matilde Rosa Araújo
- Rua Melo Gouveia
- Rua Mestre António Martins[nota 12]
- Rua Morais Soares[nota 12]
- Rua Nélson de Barros
- Rua Néry Delgado
- Rua Neves Ferreira
- Rua Paio Peres Correia
- Rua Poeta Milton[nota 12]
- Rua Professor Celestino da Costa
- Rua Quatro de Agosto
- Rua Sabino de Sousa
- Rua Sebastião Saraiva Lima
- Rua Sousa Viterbo
- Rua Teixeira Pinto
- Rua Triângulo Vermelho[nota 12]
- Rua Visconde de Juromenha
- Travessa da Amorosa[nota 11]
- Travessa do Alto do Varejão
- Travessa do Calado

Existem ainda outros arruamentos reconhecidos pela Câmara, mas não administrados por ela:
- Alto da Eira
- Caminho Quinta dos Peixinhos
- Pátio Saraiva (Rua Sebastião Saraiva Lima)
- Praceta Carlos Ribeiro
- Rua de Baixo (Rua Particular à Rua Castelo Branco Saraiva)
- Rua de Cima (Rua Particular à Rua Castelo Branco Saraiva)
- Rua do Alto da Eira
- Rua Particular (Rua Castelo Branco Saraiva)
- Rua Particular (Rua Frei Manuel do Cenáculo)
- Rua Particular (Rua Sebastião Saraiva Lima)
- Vila Amaral (Rua Mestre António Martins, 29)
- Vila Branca (Rua Particular à Rua Frei Manuel do Cenáculo, 10)
- Vila Cândida (Avenida General Roçadas, 24)
- Vila Celeste (Rua Professor Celestino Costa 15 e 18)
- Vila Duarte (Rua dos Heróis de Quionga, 62A)
- Vila Esteves (Rua Particular à Rua Frei Manuel do Cenáculo, E)
- Vila Gadanho (Rua Castelo Branco Saraiva, 38)
- Vila Gomes (Rua Marques da Silva, 45)
- Vila Guilherme Rodrigues (Rua Heliodoro Salgado, 48)
- Vila Janeira (Rua Marques da Silva, 15)
- Vila Manuel Bernardes (Rua Marques da Silva)
- Vila Piedade (Rua Heróis de Quionga, 60)
- Vila Rossário (Rua da Penha de França, 138)
- Vila Saraiva (Calçada Poço dos Mouros, 7)
- Vila Silvério (Rua Marques da Silva, 2A)